# 瓦瑞語維基百科
瓦瑞语维基百科（Waray Wikipedia）为维基百科协作计划之瓦瑞语（母语的人数约340万人）版本。自2005年9月25日以来由维基媒体基金会负责运行。截至2015年2月10日，它拥有超过125萬个条目。但其中多数是由机器人用户Lsjbot自动创建的。

## 扩展阅读
- Ballesteros, Joseph F.; Bernas-Ballesteros, Belinda T.; Ong, Michael Glen U. 由陳穎柔翻译.  [族語傳遞資訊──瓦萊語維基百科經驗談] (PDF). 原教界 :  原住民族教育情報誌 (國立政治大學). 2020年2月, 91: 82 （中文（臺灣））. - 包括原英文版